# 바덴 공항

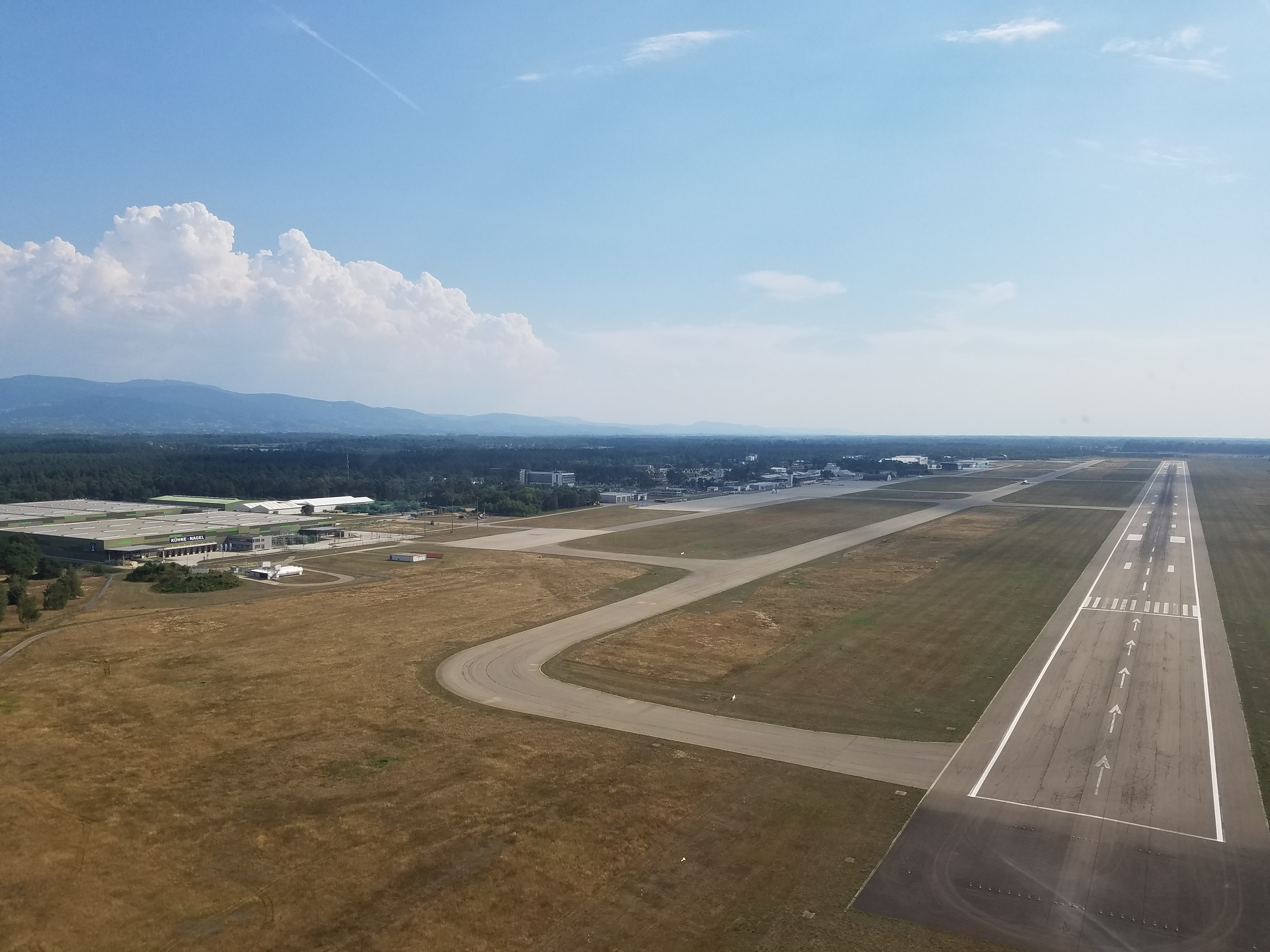

바덴 공항(Karlsruhe/Baden-Baden Airport, IATA: FKB, ICAO: EDSB, 독일어: Flughafen Karlsruhe/Baden-Baden)은 독일 바덴뷔르템베르크주에서 두 번째로 큰 도시인 카를스루에의 국제공항이다. 바덴바덴의 온천 마을도 관할한다. 슈투트가르트 공항에 이어 이 주에서 2번째로 큰 공항이다.

## 통계
| 2008        | 1,141,070 |
| 2009        | 1,087,909 |
| 2010        | 1,177,201 |
| 2011        | 1,114,535 |
| 2012        | 1,287,382 |
| 2013        | 1,059,227 |
| 2014        | 983,451   |
| 2015        | 1,051,435 |
| 2016        | 1,105,103 |
| 2017        | 1,240,551 |
| 2018        | 1,246,969 |
| 2019        | 1,335,957 |
| Source: ADV |           |

## 같이 보기
- 독일의 대중교통